# Cazador de serpientes III
Cazador de serpientes III (título original: Snake Eater III: His Law) es una película canadiense de acción de 1992, dirigida por George Erschbamer, escrita por John Dunning y basada en la novela Rafferty's Rules de W. Glenn Duncan, musicalizada por Tim Broughton y John Massari, en la fotografía estuvo Jacques Fortier y los protagonistas son Lorenzo Lamas, Minor Mustain y Tracey Cook, entre otros. El filme fue realizado por Cinépix, se estrenó el 7 de octubre de 1992.

## Sinopsis
Se le da un trabajo a un veterano de la guerra de Vietnam, tiene que localizar a una pandilla de motociclistas conocida como Hell's Fury, ellos raptaron, drogaron y abusaron a una chiquita.